# Pagosvenator candelariensis
Pagosvenator candelariensis — викопний вид плазунів родини Erpetosuchidae, що існував у тріасовому періоді (245 — 235 млн років тому). Описаний у 2018 році.

## Історія
Рештки рептилії знайдені у відкладеннях формації Санта-Марія у муніципалітеті Канделарія у штаті Ріу-Гранді-ду-Сул на півдні Бразилії. Виявлено рештки черепа, декілька хребців та остеодерми.